# Sääre (Torgu)
Pour les deux autres villages d'Estonie portant ce nom, voir Sääre.
Sääre est un village d'Estonie situé dans la commune de Torgu du comté de Saare. D'après le recensement estonien de 2011, le village est inhabité.
C'est là que se trouve le Phare de Sõrve.